# 克鲁瓦丰索姆
克鲁瓦丰索姆（法語：Croix-Fonsomme，法語發音：[kʁwa fɔ̃sɔm]）是法国上法蘭西大區埃纳省的一个市镇，属于圣康坦区。

## 地理
克鲁瓦丰索姆（49°55'15"N, 3°24'8"E）面积9.37 平方千米，位于法国上法蘭西大區埃纳省，该省份为法国北部内陆省份，北起北部省，西接索姆省和瓦兹省，东临阿登省和马恩省，西南至塞纳-马恩省，东北部与比利时接壤。
与克鲁瓦丰索姆接壤的市镇（或旧市镇、城区）包括：埃塔沃和博基欧、丰索姆、方丹于泰尔特、大弗雷努瓦、蒙布勒安。

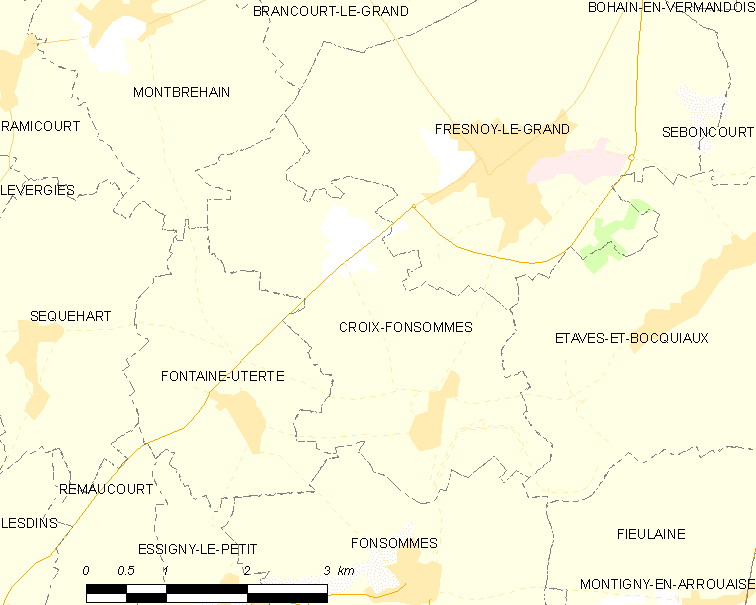
克鲁瓦丰索姆的OSM定位图

克鲁瓦丰索姆的时区为UTC+01:00、UTC+02:00（夏令时）。

## 行政
克鲁瓦丰索姆的邮政编码为02110，INSEE市镇编码为02240。

## 政治
克鲁瓦丰索姆所属的省级选区为博安昂韦尔芒多瓦县。

## 人口

1962-2008年间克鲁瓦丰索姆人口变化图示

克鲁瓦丰索姆于2022年1月1日时的人口数量为187人。